# Bernardo de Balbuena

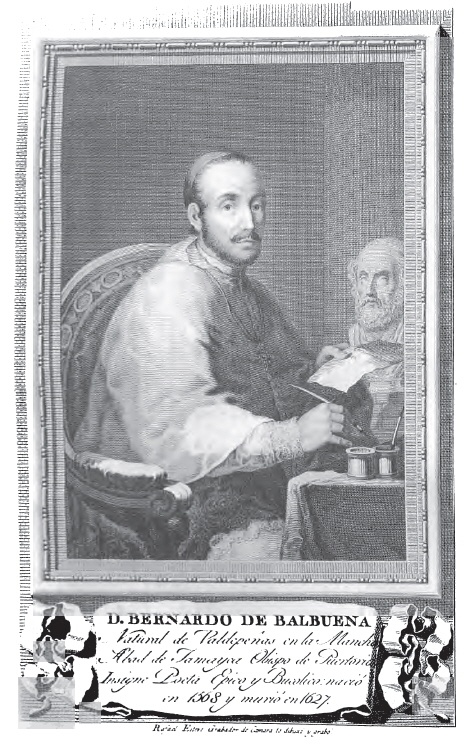
Bernardo de Balbuena

Bernardo de Balbuena (* 20. November 1562 in Valdepeñas; † 11. Oktober 1627 in Puerto Rico) war ein spanischer Geistlicher und Dichter.

## Leben
De Balbuena war der uneheliche Sohn des Bernardo de Balbuena und der Francisca Sánchez de Velasco. Er befasste sich schon früh mit den schönen Wissenschaften und absolvierte seine ersten Studien in Granada. Bereits mit 17 Jahren hatte er sich einen Ruf als Dichter erworben. Im Alter von 22 Jahren kam er, vermutlich gemeinsam mit seinem Vater, nach Mexiko. An der Universität von Mexiko studierte er Kunst und Theologie. Im Anschluss wurde er zum Priester geweiht und diente bis 1592 als Seelsorger am Hof von Guadalajara. Im Jahr 1585 gewann er einen Literaturwettbewerb, der ihm als Versdichter Ruhm einbrachte. Einige Zeit lang lebte er in Königreich Nueva Galicia, wo er sich weiterhin mit dem Schreiben beschäftigte. Er war aber auch als vortrefflicher Prediger bekannt. Um seinen Doktor der Theologie zu erlangen, kehrte er 1606 nach Spanien zurück und promovierte 1607 in Sigüenza. Es war ihm nicht möglich 1608 das Amt eines Abtes auf der Insel Jamaika anzutreten, da er ein uneheliches Kind seines Vaters war, der ihn nicht offiziell als Sohn anerkannte. Erst Ende des Jahres 1610 kam er dorthin und bekleidete mehrere Jahre hindurch das Amt eines ersten Priesters. Am 14. Dezember 1620 wurde er zum Bischof von Puerto Rico, dem damals einzigen Bistum der gleichnamigen Insel, ernannt. Er erhielt am 27. Januar 1622 seine Bischofsweihe durch Pedro de Oviedo Falconi OCist, den Erzbischof von Santo Domingo. In seinem Bischofssitz richtete er eine Bibliothek ein, die 1625 bei einem Angriff der Holländer zerstört wurde. Dabei gingen viele seiner eigenen Werke verloren.
Bereits in seiner Jugend hatte er begonnen die Geschichte des Bernardo del Carpio in Verse zu fassen, und diese in fast Ariostschem Geist behandelt. Während seiner Jahre auf Jamaika überarbeitete er das Werk grundlegend und gab es schließlich heraus. Es handelt von dem Sieg Karls des Großen, die dieser in der Schlacht von Roncesvalles über die Sarazenen erlangte. In dem Gedicht La grandeza mexicana rühmt er die spanische Kolonialisierung nach der Entdeckung Amerikas.
Balbuena blieb in seinen Schriften dem Klassizismus und der Renaissance verbunden.

## Werke
Seine Hauptwerke sind die drei epischen Dichtungen:
- El siglo de oro. (Das goldene Zeitalter) Madrid 1608, eine Schäfernovelle in Prosa und Versen, die  mehrere Eklogen enthält.
- La grandeza mexicana. (Die Größe Mexikos), Mexiko 1609, eine poetische Beschreibung dieser Stadt in einem an eine Dame des Hofes gerichteten Terzinenepos im Stil des Petrarkismus.
- El Bernardo, ó la victoria de Roncesvalles. Ein Epos in 5000 Strophen und 40.000 Versen. Madrid 1624.
  - Gekürzte Vassung in Manuel José Quintanas Musa épica. Band 2, Madrid 1833.